# Goldener Spatz 2014
Das 22. Deutsche Kinder-Medien-Festival „Goldener Spatz“ fand vom 11. bis 17. Mai 2014 in Gera und Erfurt statt. Die Preise der Fachjury in den Kategorien „Bestes Vorschulprogramm“ und „Innovation“ wurden nicht mehr vergeben. Neu eingeführt wurde der Sielmann-SPiXEL für den besten von Kindern produzierten Filmbeitrag zum Thema Natur und Umwelt.

## Preisträger

### Preise der Kinderjury
- Kino-/Fernsehfilm: Die schwarzen Brüder (Regie: Xavier Koller)
- Kurzspielfilm, Serie/Reihe: Tschüss Papa (Regie: Hendrik Maximilian Schmitt)
- Information/Dokumentation: Loop – Wissen hautnah!, Episode Von Eulen, Flugzeugen und Frühaufstehern (Regie: Uta Meyer)
- Minis: Wind (Buch und Regie: Robert Löbel)
- Unterhaltung: Kann es Johannes?, Episode BMX (Buch und Regie: Sarah Winkenstette)
- Animation: Tarzan (Regie: Reinhard Klooss)
- Bester Darsteller/-in: Ruby O. Fee (für ihre Rolle in Die schwarzen Brüder)

### Online Spatzen
- Beste Webseite – Kreative Filmseiten: Trixomat – Trickfilme selbst gemacht auf hanisauland.de
- Bestes IndieGame4Kids:  TRI

### Preis des MDR-Rundfunkrates
- Preis des MDR-Rundfunkrates für das beste Drehbuch: Neele Leana Vollmar, Christian Lerch, Andreas Bradler und Klaus Döring (nach dem gleichnamigen Roman von Andreas Steinhöfel) für Rico, Oskar und die Tieferschatten
- Lobende Erwähnung: Markus Wulf und Dominik Hochwald für Ein Märchen von einer unmöglichen Stelle im Universum

### SPiXEL-Preise
- Kategorie Information/Dokumentation: Ungewöhnliche Sportarten (triki-Reporter, Trier)
- Kategorie Animation: Nosferatu (Ferienworkshop mit dem Sophie Medienwerkstatt e.V., Schwerin)
- Kategorie Spielfilm: Die Gute Nacht Geschichte (Ferienworkshop mit dem Sophie Medienwerkstatt e.V., Schwerin)
- Kategorie Natur und Umwelt (Sielmann-SPiXEL): Die Konferenz der Tiere – Die Anreise (Erich Kästner Grundschule, Gera)